# Саворский, Пётр Константинович
Саворский Пётр Константинович (16 ноября 1927, Еланецкий район, Николаевский округ — 26 ноября 2001, Кривой Рог, Днепропетровская область) — советский партийный, хозяйственный и государственный деятель. Заслуженный шахтёр УССР. Кандидат технических наук.

## Биография
Родился 16 ноября 1927 года в Еланецком районе.
- 1944—1946 — тракторист подсобного хозяйства Криворожского рудоуправления «Большевик»;
- 1946—1950 — учащийся Днепропетровского индустриального техникума по специальности «Центральные электрические станции», диплом по квалификации «Техник-электрик по центральным станциям»;
- 1950—1952 — мастер электроподстанции Орско-Халиловского металлургического комбината, г. Новотроицк Чкаловской области РСФСР;
- 1952—1957 — студент Криворожского горнорудного института по специальности «Разработка месторождений полезных ископаемых», диплом по квалификации «Горный инженер». В 1955—1956 годах — секретарь комитета ЛКСМУ института;
- 1957—1961 — горный мастер, помощник начальника, начальник участка, секретарь партбюро шахты «Гигант-Глубокая» Криворожского рудоуправления имени Ф. Э. Дзержинского;
- 1961—1963 — секретарь партийного комитета Криворожского рудоуправления имени Ф. Э. Дзержинского;
- 1963—1969 — 1-й секретарь Дзержинского районного комитета Компартии Украины г. Кривого Рога Днепропетровской области;
- 1969—1983 — директор Криворожского рудоуправления имени Ф. Э. Дзержинского производственного объединения «Кривбассруда»;
- 1983—1987 — начальник республиканского промышленного объединения горнорудных предприятий «Укрруда»;
- 1987—1992 — главный инженер Государственного производственного объединения горнорудных и нерудных предприятий Юга «Южруда» (с 1991 года — концерн горнорудных и нерудных предприятий Украины «Укррудпром»).

Член КПСС с 1956 года. Депутат Верховного Совета УССР 9—10-го созывов (1975—1985). Делегат XXIII съезда КПСС (1966), XXIV, XXV и XXVI съездов Компартии Украины (1971, 1976, 1981), XVII съезда ВЛКСМ (1974). Член Днепропетровского обкома Компартии Украины (1963—1975), член Криворожского горкома Компартии Украины (1959—1983).
Член коллегии Министерства чёрной металлургии УССР. Председатель Криворожского городского научно-технического общества.
В 1985 году прошёл полный курс Института повышения квалификации руководителей высшего звена государственного управления Академии народного хозяйства при Совете Министров СССР в области современных методов управления, организации производства и планирования.
За многолетнюю работу в системе чёрной металлургии Пётр Константинович внёс огромный вклад в развитие горнодобывающей промышленности, во внедрение новой техники и передовых технологий не только на предприятиях Кривбасса, но и всей Украины. В своей работе уделял большое внимание решению социальных вопросов на предприятиях отрасли.
Умер 26 ноября 2001 года в Кривом Роге. Похоронен в Москве на Троекуровском кладбище.

## Научная деятельность
Кандидат технических наук. Автор и соавтор более 40 научных работ и 15 авторских свидетельств и патентов на изобретения.

## Награды
- 1966 — Орден Трудового Красного Знамени — указом Президиума Верховного Совета СССР от 22.03.1966;
- 1971 — Орден Трудового Красного Знамени — указом Президиума Верховного Совета СССР от 30.03.1971;
- 1974 — Орден Октябрьской Революции — указом Президиума Верховного Совета СССР от 19.02.1974;
- 1977 — Заслуженный шахтёр УССР — указом Президиума Верховного Совета УССР от 18.11.1977;
- 1981 — Орден Ленина — указом Президиума Верховного Совета СССР от 02.03.1981;
- 1985 — Почётная грамота Президиума Верховного Совета УССР — указом Президиума Верховного Совета УССР от 01.03.1985;
- 1991 — Премия Совета Министров СССР[2] — постановлением Кабинета Министров СССР № 381 от 18.06.1991 за разработку и внедрение технологии снижения потерь в недрах и повышение качества товарной продукции при подземной добыче железных руд в Криворожском бассейне;
- 1970 — Медаль «За доблестный труд. В ознаменование 100-летия со дня рождения В. И. Ленина»;
- 1984 — Медаль «Ветеран труда» от имени Президиума Верховного Совета СССР;
- Знак «Шахтёрская слава» 1-й (1987), 2-й (1982) и 3-й (1977) степеней — постановлением Коллегии Министерства чёрной металлургии СССР и Президиума ЦК профсоюза рабочих металлургической промышленности;
- 1974 — Знак ВЦСПС и ЦК ВЛКСМ «Наставник молодёжи»;
- медали ВДНХ «За достигнутые успехи в развитии народного хозяйства СССР» — постановлениями Главного комитета ВДНХ СССР от 1974, 1975, 1978 и 1981 годов;
- Знак «За заслуги перед городом» (Кривой Рог).

## Память
Почётный профессиональный нагрудный знак «В память о Петре Саворском» ассоциации «Комсомолец Кривбасса» — за достижения в управленческой и инженерно-технической деятельности.